# 成田順 (脚本家)
成田 順（なりた じゅん）は、日本の脚本家。日本脚本家連盟会員。

## 主な作品

### テレビアニメ
2017年
- URAHARA（脚本）

2018年
- Cutie Honey Universe（脚本）
- おしりたんてい（2018年 - 、脚本）
- 夢王国と眠れる100人の王子様（脚本）

2020年
- ツキウタ。 THE ANIMATION2（脚本）

2021年
- カードファイト!! ヴァンガード overDress（脚本）

2022年
- カードファイト!! ヴァンガード will+Dress（脚本）

2023年
- カードファイト!! ヴァンガード will+Dress Season2（脚本）
- 転生貴族の異世界冒険録〜自重を知らない神々の使徒〜（シリーズ構成補・脚本） - シリーズ構成補は大久保昌弘と共同
- カードファイト!! ヴァンガード will+Dress Season3（脚本）

2024年
- カードファイト!! ヴァンガード Divinez（脚本）
- カードファイト!! ヴァンガード Divinez Season2（脚本）

2025年
- カードファイト!! ヴァンガード Divinez デラックス編（脚本）
- カードファイト!! ヴァンガード Divinez デラックス決勝編（脚本）

### 劇場アニメ
- 映画おしりたんてい スフーレ島のひみつ（2021年、脚本協力）
- 映画おしりたんてい 夢のジャンボスイートポテトまつり（2022年、脚本）
- 映画おしりたんてい さらば愛しき相棒（おしり）よ（2024年、脚本） - 高橋ナツコと共同
- 映画おしりたんてい なんでもかいけつ倶楽部 対 かいとうU（2024年、脚本） - 高橋ナツコと共同

### その他
- ゲーム：インスタントブレイン（2011年、脚本） - 二条凛、渡邊大輔と共同
- 小説：マジきゅんっ!ルネッサンスノベル〜ドキドキきらきらお部屋訪問の巻〜（2017年）
- 小説：夢王国と眠れる100人の王子様 〜Stories of Princes〜（2018年） - あいざわあつこと共著
- ミュージカル：おしりたんていミュージカル 〜むらさきふじんのあんごうじけん〜（2020年、脚本）
- 小説：映画おしりたんてい さらば愛しき相棒（おしり）よ ザ・ノベル（2024年）